# Chava Alberstein
Chava Alberstein (hebreiska: חוה אלברשטיין), född 8 december 1947 i Szczecin i Polen, är en israelisk sångare, poet, kompositör, och skådespelerska. Hon är en av Israels viktigaste sångare, med en karriär som spänner över mer än fyrtio år.
Chava Alberstein föddes i staden Szczecin i norra Polen. Hon kom till Israel vid fyra års ålder, och växte upp i Kiryat Chaim. 1964, när hon var 17 år, ledde ett uppträdande på en klubb i Jaffa till ett skivkontrakt med CBS. Hon blev inkallad i israeliska armen 1965 och blev en av de många israeliska artister som började sin karriär med att underhålla trupperna. Sedan dess har hon spelat in mer än 50 album. Hon är en av Israels mest berömda artister, och har spelat in skivor både på jiddisch, hebreiska och arabiska. Alberstein är gift med filmskaparen Nadav Levitan, som skrev alla sångtexter till hennes album "End of the Holiday". Hon har tilldelats priset Kinor David (Davids harpa).

## Diskografi
1. Hine Lanu Nigun ('Här har vi en ton' - 1967)
2. Perach haLilach ('Syrenblomma' - 1967) guldalbum
3. Tza'atzueiah shel Osnat ('Osnats leksaker' - 1967) guld
4. Mirdaf ('Jakten' - 1968) guld
5. Mot haParpar ('Fjärilens död' - 1968) guld
6. Chava Alberstein beShirei Rachel ('Rachels sånger' - 1968)
7. Margaritkalach ('Tusenskönor' - 1969)
8. Mishirei eretz ahavati ('Sånger från mitt älskade hemland') guld
9. Chava beTochnit Yachid 1 ('Enkvinnoshow 1' - 1971) guld
10. Chava beTochnit Yachid 2 ('Enkvinnoshow 2' - 1971) guld
11. Isha ba'Avatiach ('En kvinna i en vattenmelon' - 1971) guld
12. Chava vehaPlatina ('Chava och jazzbandet Platina' - 1972)
13. Chava veOded be'Eretz haKsamim ('Det magiska landet' - 1972)
14. Lu Yehi ('Låt det vara' - 1973) platina
15. K'mo Tzemach bar ('Som en vildblomma' - 1975) trippel platina
16. Lehitei haZahav ('Golden hits' - 1975) guld
17. Tzolelet Tzabarit ('Ubåt från Sabra' - 197)
18. Elik Belik Bom  - (1976)
19. Halaila hu shirim ('Natten är sånger' - 1977) gold
20. Karusella 1 ('Karusell 1 - 1977)
21. Karusella 2 ('Karusell 2 - 1977)
22. Karusella 3 ('Karusell 3 - 1977)
23. Shirei Am beYiddish (Folksånger på jiddisch - 1977)
24. Hitbaharut ('Glänta' - 1978) guld
25. Chava vehaGitara ('Chava och gitarren' - 1978) platina
26. Ma Kara ba'Eretz Mi ('Vad som hände i landet "vem"' - 1979)
27. Ani Holechet Elai ('Jag går till mig själv' - 1980)
28. Shir beMatana ('En gåva av sånger' - 1980)
29. Kolot ('Röster' - 1982)
30. Shiru Shir im Chava ('Sjung en sång med Chava' 1982)
31. Nemal Bayit ('Hemma' - 1983) guld
32. Avak shel kochavim ('Stjärnstoft' - 1984)
33. Mehagrim ('Immigranter' 1986)
34. Od Shirim beYiddish ('Fler sånger på jiddisch' - 1987)
35. HaTzorech baMilah, haTzorech baShtika ('Ord och tystnad' - 1988)
36. Chava Zingt Yiddish ('Chava sjunger jiddisch' - 1989)
37. London (1989) platina
38. MiShirei Eretz Ahavati ('Sånger från mitt älskade hemland' - 1990) guld
39. Ahava Mealteret ('Improviserad kärlek' - 1991) guld
40. HaChita Zomachat Shuv ('Vetet växer igen' - 1992) guld
41. 'The Man I Love' - 1992
42. Margaritkalach ('Tusenskönor' - 1994)
43. Derech Achat ('Ett sätt' - 1995)
44. London beHofaah ('London - Live' - 1995)
45. Yonat ha'Ahava ('Kärlekens duva' - 1996)
46. Adaber Itcha ('Jag skall tala med dig' - 1997)
47. 'Chava Alberstein - The Collection' box set (1998) gold
48. 'Crazy Flower' (1998)
49. 'The Well'- med the Klezmatics (1998)         Sånger:
  1. Di Krenitse (Brunnen)
  2. Ikh Shtey Unter A Bokserboym (Jag står under ett johannesbrödsträd)
  3. Ergets Shtil/Baym Taykh (Mjukt, någonstans/Vid floden)
  4. Ver Es Hot (Den som har)
  5. Ovnt Lid (Skymning)
  6. A Malekh Veynt (En ängel gråter)
  7. Bay Nakht (På natten)
  8. Vek Nisht (Vakna inte)
  9. Kh'vel Oyston Di Shikh (Jag tänker ta av mig skorna)
  10. Mayn Shvester Khaye (Min syster Khaye)
  11. Umetik (Ensam)
  12. Di Elter (Ålder)
  13. Velkhes Meydl S'nemt A Bokher (Varje flicka som tar en pojkvän)
  14. Di Goldene Pave (Den gyllene påfågeln)
  15. Zayt Gezunt (Farväl)
50. Yiddish Songs (1999)
51. Tekhef Ashuv ('Jag är snart tillbaka' - 1999)
52. 'Children's songs' -The Collection (2000)
53. Foreign Letters (December 2001)           Sånger:
  1. Leaves Fall
  2. Mirele
  3. Liar
  4. The Ladder
  5. The Secret Garden
  6. A Maiden's Prayer
  7. High Atop a Mountain
  8. Back Home
  9. An Image
  10. Indifferent
  11. Passport Control
  12. Foreign Letters
54. The Early Years-The Box Set (2003)
  1. The Early Years volume 1 (2003)
  2. The Early Years volume 2 (2003)
  3. The Early Years volume 3 (2003)
  4. The Early Years volume 4 (2003)
  5. The Early Years volume 5 (2003)
  6. The Early Years volume 6 (2003)
  7. The Early Years volume 7 (2003)
  8. The Early Years volume 8 (2003)
55. End of the Holiday (Januari 2004)        Sånger:
  1. End of the Holiday
  2. Real Estate
  3. Vera from Bucharest
  4. Black Video
  5. Shadow
  6. Psalms
  7. Empty Synagogue
  8. Boiling Water
  9. Friday Night
  10. Dying Creek
  11. Fellini in New York
56. 'Coconut' (2005)
57. 'Like A Wild flower', ny version.
58. 'Lemele', album på jiddisch, (2006)

Hon medverkar även på ett flertal samlingsskivor, såsom jiddisch-samlingarna "Songs of The Vilna Ghetto" och "The Hidden Gate - Jewish Music Around the World."